# 花岡町 (大館市)
花岡町（はなおかまち）は、秋田県大館市の大字。2017年8月末の人口は2,532人、世帯数1,099戸。郵便番号017-0005。本項では同地域にかつて存在した北秋田郡花岡村（はなおかむら）、花岡町（はなおかまち）についても記す。

## 地理
大館市中心部の北側一帯にあたる。かつては花岡鉱山が操業し、同和鉱業花岡線が大館駅との間を結んでいた。東で釈迦内・粕田、西・北で岩瀬、南で山田・松峰と隣接する。秋田県道68号白沢田代線が横断し、秋田県道192号釈迦内花岡白沢線が南に分岐する。

### 山岳
- 袴腰山
- 大山

### 湖沼
- 滝ノ沢沈澱池

### 河川
- 花岡川
- 大森川

## 歴史

### 沿革
花岡地区は鉱山の街として栄え、鉱山の盛衰と共に歩んできた。花岡町は昭和30年に矢立村と合併して花矢町となり、昭和42年には大館市と花矢町が合併した。
- 1874年（明治7年）10月7日 - 根井下127番地に民家を借りて校舎にあて、花岡小学校とした[3]。
- 1889年（明治22年）4月1日 - 町村制の施行により、近世以来の花岡村が単独で自治体を形成。
- 1916年（大正5年）1月26日 - 小坂鐵道花岡線の大館 - 花岡間が開業[4]。
- 1932年（昭和7年）10月1日 - 花岡村が町制施行して花岡町となる。
- 1933年（昭和8年）9月30日 - 花岡町根井下へ「花岡立図書館」として後の花矢図書館が創設される[5]。
- 1941年（昭和16年）1月 - 木造一部2階建の本格的映写設備を備えた娯楽施設「共楽館」が創業。
- 1945年（昭和20年）6月30日 - 花岡鉱山で花岡事件が起きる。
- 1947年（昭和22年）4月1日 - 花岡町立花岡中学校（大館市立花岡中学校）が創立される[6]。
- 1953年（昭和28年）8月1日 - 秋田県立花岡工業高等学校（秋田県立大館工業高等学校）が創立される[7]。その後、昭和43年（1968年4月1日）、秋田県立大館工業高等学校に改称する[8]。
- 1955年（昭和30年）3月1日 - 花岡町が矢立村と合併して花矢町が発足。同日自治体としての花岡町廃止。
- 1963年（昭和38年）4月1日 - 花矢町立花岡幼稚園が創立される[9]。
- 1967年（昭和42年）12月21日 - 花矢町が大館市に編入。
- 1968年（昭和43年）4月1日 - 秋田県立花岡工業高等学校を秋田県立大館工業高等学校へ改称[10]。
- 1970年（昭和45年）8月2日 - 同友花岡店がオープン。
- 1974年（昭和49年）10月7日 - 大館市立花岡小学校が創立100周年を迎える[11]。
- 1978年（昭和53年） - 花岡鉱山病院（同和鉱業が経営）が閉院[12]。
- 1979年（昭和54年） - 娯楽施設「共楽館」解体[13]。
- 1979年（昭和54年）1月10日 - 大館市立花岡体育館が完成[14]※総事業費1億1,141万円。
- 1980年（昭和55年）5月11日 - 大館市立花岡体育館附属弓道場が完成[15][16]※総事業費711万円。
- 1983年（昭和58年）12月1日 - 花岡線が貨物営業を廃止。
- 1985年（昭和60年）4月1日 - 花岡線が全線廃止。券袋と記念乗車券3枚セットが販売された。
- 1988年（昭和63年）8月 - 大館市内において二つ目となる「花岡工業団地」が完成[17]。
- 1994年（平成6年）3月29日 - 花岡鉱山が採算性の問題から採掘を終了し閉山[18]。
- 2002年（平成14年）6月21日 - 同友がマックスバリュ東北に吸収合併される[19]。その後、スーパーマーケット「だいさん」としてオープンするものの倒産。
- 2004年（昭和16年）4月1日 - 建物の老朽化のため花矢図書館が解体され、一時休館となる[20]。
- 2004年（平成16年） - 白根山団地解体。
- 2005年（平成19年）11月1日 - 花矢図書館を花岡町字前田へ移転し再開する[21]。
- 2007年（平成19年）3月31日 - 大館市立花岡幼稚園が閉園（花岡保育所と統合）[22][23]。
- 2015年（平成27年）3月31日 - 大館市立花岡中学校が閉校。大館市立北陽中学校へ統合[24]。
- 2016年（平成28年）3月31日 - 秋田県立大館工業高等学校が閉校。秋田県立大館桂桜高等学校へ統合。

## 産業
花岡鉱山閉山後の跡地はリサイクル事業の関連施設に転換され、「DOWAホールディングス株式会社」の主導による産業廃棄物処理が町内の主な産業となっているのが実情である。下記、1〜6はすべてDOWAホールディングス株式会社のグループ会社・系列会社である。
- DOWAホールディングス株式会社（東京都千代田区外神田四丁目14番1号）[25]※代表：山田正雄[26]

1. DOWAホールディングス株式会社 秋田工営（大館市花岡町字前田123-1）[27]※代表：羽生伸一[28]
2. エコシステム秋田株式会社（秋田県大館市花岡町字堤沢42）[29]※代表：非公開[30]
3. 株式会社秋北環境サービス（秋田県大館市花岡町堤沢42）[31]※代表：長南克夫[32]
4. エコシステム花岡株式会社（秋田県大館市花岡町字堤沢42）[33]※代表：下總正則[34]
5. 株式会社エコリサイクル（秋田県大館市花岡町字堂屋敷30-2）[35]※代表：谷口浩治[36]
6. 環境技術研究開発センター（秋田県大館市花岡町大森山下65-1）[37]※代表：非公開

- DOWAホールディングス株式会社・DOWAエコシステム株式会社 関連事業内容[38]
  - DOWAホールディングス株式会社：環境・リサイクル事業、製錬事業、電子材料事業、金属加工事業および熱処理事業
  - エコシステム秋田株式会社 : 廃棄物処理、資源のリサイクル
  - 株式会社秋北環境サービス：一般廃棄物処理業
  - エコシステム花岡株式会社：廃棄物処理、土壌浄化（リサイクル）、鉱排水処理
  - 株式会社エコリサイクル：使用済み家電のリサイクル
  - 環境技術研究開発センター：不明

## 花岡工業団地
花岡工業団地の造成工事は、農業地域工業導入促進法の地域指定を受け、1988年（昭和63年）の4月に着工し、同年8月に完成した。また引き続き防火貯水槽築造などの付帯工事に着工していたが、同年9月末に完工しこれで同工業団地は全面的に完成となった。これに伴い大館市では企業の誘致促進を強力に推し進めている。
- 花岡工業団地の概要[39]※1988年（昭和63年）完成時点でのデータ。
  - 所在地･･･秋田県大館市花岡町字七ツ館14番2
  - 総面積･･･9万1千18平方メートル
  - 分譲済み面積･･･1万9千450平方メートル（二社）
  - 分譲可能面積･･･4万6千556平方メートル
  - 道水路・公園緑地等の面積･･･2万5千12平方メートル

1. 電力･･･普通高圧及び特別高圧を約900メートル先から受電可能
2. 用水･･･上水道から1日あたり千立方メートルの取水可能
3. 排水･･･立地企業が無害処理の上、専用排水路を経て旧花岡川へ流出

- 現在の花岡工業団地

現在は約9万2千平方メートルの総面積すべてが完売となっている。
- 立地企業一覧[41]
  - オオダテ・ファッション株式会社[42]
  - エヌピーエス株式会社[43]
  - 株式会社フレックス[44]
  - 東光鉄工株式会社（花岡工場）[45]
  - プレシジョン・システム・サイエンス株式会社大館試薬センター[46]

## 交通

### バス
- 路線バス
  - 秋北バス

1. 岩本経由 北陽中学校線[47]
2. 松木･二井山･繋沢･長面袋経由 北陽中学校線[47]

### 道路
- 秋田県道68号白沢田代線
- 秋田県道192号釈迦内花岡白沢線

## 施設
- 秋田県立大館工業高等学校（2016年3月閉校。秋田県立大館桂桜高等学校に統合。）
- 大館市立花岡中学校（2015年3月閉校。大館市立北陽中学校に統合。）
- 大館市立花岡小学校
- 大館市立花岡保育所
- 大館市立花岡体育館
- 大館市立弓道場（大館市立花岡体育館附属施設）
- 大館市花矢図書館
- 花岡警察官駐在所[48]
- 花岡郵便局（花岡町前田）
- 花岡本郷郵便局（花岡町鳥内）
- 花岡温泉[49]
- 滝ノ沢温泉（通称：山の湯っこ）※2005年（平成17年）に閉鎖。
- 鳥潟会館附属郷土資料庫
- 特別養護老人ホーム 神山荘[50]
- 大館市営花岡球場
- 長森市営住宅
- 根井下市営住宅
- 大森野市営住宅
- 信正寺（曹洞宗）
- 安立寺（日蓮宗）
- 十瀬野公園墓地
- 久留島公園

## 出身著名人
- 鳥潟隆三 - 京都帝国大学（現・京都大学）医学部名誉教授（旧花岡村出身）、公立扇田病院（現・大館市立扇田病院）の発展に寄与。
- 鳥潟右一 - 無線電話機の発明に成功し、逓信省電気試験所長をつとめた。工学博士。
- 因幡晃 - 日本のシンガーソングライター。アップフロントクリエイト所属。
- 長澤雅彦 - 日本の映画監督、脚本家。
- 高山郁夫 - 秋田県大館市出身の元プロ野球選手（投手）・コーチ。
- 畠澤守 - 実業家